# Châteaulin
Châteaulin è un comune francese di 5 725 abitanti situato nel dipartimento del Finistère nella regione della Bretagna.

## Società

### Evoluzione demografica
Abitanti censiti

## Amministrazione

### Gemellaggi
- Clonakilty
- Grimmen